# GPRC5B
GPRC5B (англ. G protein-coupled receptor class C group 5 member B) – білок, який кодується однойменним геном, розташованим у людей на короткому плечі 16-ї хромосоми. Довжина поліпептидного ланцюга білка становить 403 амінокислот, а молекулярна маса — 44 795.
| 10         |  | 20         |  | 30         |  | 40         |  | 50         |
| ---------- |  | ---------- |  | ---------- |  | ---------- |  | ---------- |
| MFVASERKMR |  | AHQVLTFLLL |  | FVITSVASEN |  | ASTSRGCGLD |  | LLPQYVSLCD |
| LDAIWGIVVE |  | AVAGAGALIT |  | LLLMLILLVR |  | LPFIKEKEKK |  | SPVGLHFLFL |
| LGTLGLFGLT |  | FAFIIQEDET |  | ICSVRRFLWG |  | VLFALCFSCL |  | LSQAWRVRRL |
| VRHGTGPAGW |  | QLVGLALCLM |  | LVQVIIAVEW |  | LVLTVLRDTR |  | PACAYEPMDF |
| VMALIYDMVL |  | LVVTLGLALF |  | TLCGKFKRWK |  | LNGAFLLITA |  | FLSVLIWVAW |
| MTMYLFGNVK |  | LQQGDAWNDP |  | TLAITLAASG |  | WVFVIFHAIP |  | EIHCTLLPAL |
| QENTPNYFDT |  | SQPRMRETAF |  | EEDVQLPRAY |  | MENKAFSMDE |  | HNAALRTAGF |
| PNGSLGKRPS |  | GSLGKRPSAP |  | FRSNVYQPTE |  | MAVVLNGGTI |  | PTAPPSHTGR |
| HLW        |  |            |  |            |  |            |  |            |

A: Аланін

C: Цистеїн

D: Аспарагінова кислота

E: Глутамінова кислота

F: Фенілаланін

G: Гліцин

H: Гістидин

I: Ізолейцин

K: Лізин

L: Лейцин

M: Метіонін

N: Аспарагін

P: Пролін

Q: Глутамін

R: Аргінін

S: Серин

T: Треонін

V: Валін

W: Триптофан

Кодований геном білок за функціями належить до рецепторів, g-білокспряжених рецепторів, білків внутрішньоклітинного сигналінгу, фосфопротеїнів. 
Задіяний у такому біологічному процесі, як альтернативний сплайсинг. 
Локалізований у клітинній мембрані, мембрані, цитоплазматичних везикулах.